# Le Bonhomme
Le Bonhomme (en welche Lo Bonam, en alsacià Bonom) és un municipi francès, situat a la regió del Gran Est, al departament de l'Alt Rin. L'any 2014 tenia 798 habitants. Pertany a la zona welche d'Alsàcia.

## Demografia
| 1962 | 1968 | 1975 | 1982 | 1990 | 1999 | 2006 | 2014 |
| ---- | ---- | ---- | ---- | ---- | ---- | ---- | ---- |
| 818  | 850  | 696  | 612  | 607  | 767  | 836  | 798  |

## Administració
| Període   | Identitat                | Partit |
| --------- | ------------------------ | ------ |
| 1989-2014 | Roger Bleu               |        |
| 2014-     | Jean-François Bottinelli |        |